# Moss Bluff
Moss Bluff est une census-designated place de la paroisse de Calcasieu, en Louisiane, aux États-Unis,. Elle est située au nord de Lake Charles et considérée comme une banlieue de cette ville.

## Source de la traduction
- (en) Cet article est partiellement ou en totalité issu de l’article de Wikipédia en anglais intitulé « Moss Bluff, Louisiana » (voir la liste des auteurs).